# Fritz Witte
Fritz Witte (* 18. Februar 1876 in Dorsten; † 2. März 1937 in Köln) war ein deutscher katholischer Geistlicher und Kunsthistoriker.

## Leben
Nach dem Abitur studierte Witte Theologie in Münster und Rom. 1900 wurde er in Münster zum Priester geweiht und war nachfolgend bis 1904 geistlicher Lehrer am Collegium Augustinianum Gaesdonck. Dieser Zeit folgte das kunsthistorische Studium in Münster mit der Promotion über den St.-Patrokli-Dom in Soest 1906.
Nach der Schenkung der Sammlung Alexander Schnütgen an die Stadt Köln im Jahr 1906 wurde Witte nach Fertigstellung des Anbaus am Kunstgewerbemuseum Köln erster Kustos des neuen Schnütgen-Museums. Er publizierte 1912 und 1913 die ersten wissenschaftlichen Bestandskataloge der Textilien, Holzskulpturen und Metallarbeiten der Sammlung. Im Jahr 1915 war er kurzfristig kommissarischer Leiter des Kunstgewerbemuseums, meldete sich aber als Divisionspfarrer freiwillig zum Einsatz an der französischen Front, von wo er im November 1917 zurückkehrte und die Arbeit an den Museen wieder aufnahm. Kurz vor Schnütgens Tod wurde Witte im Januar 1918 erster Direktor der Sammlung Schnütgen und musste im gleichen Jahr die Planungen der Kriegsauslagerung des Domes und der Museen begleiten, die aber aufgrund des Kriegsendes nicht mehr durchgeführt wurden.
Die Anfang der 1920er Jahre beginnende Arbeit Wittes am Kölner Institut für religiöse Kunst  – (1926 als Fakultät in die städt. Kunsthochschule Kölner Werkschulen eingegliedert) – wurde bisher ebenso wenig erforscht und im Kontext der künstlerischen Ausdrücke der Liturgischen Bewegung gewürdigt, wie die Lebensläufe und Werke der verschiedenen Künstler, die dort bis 1933 tätig waren.

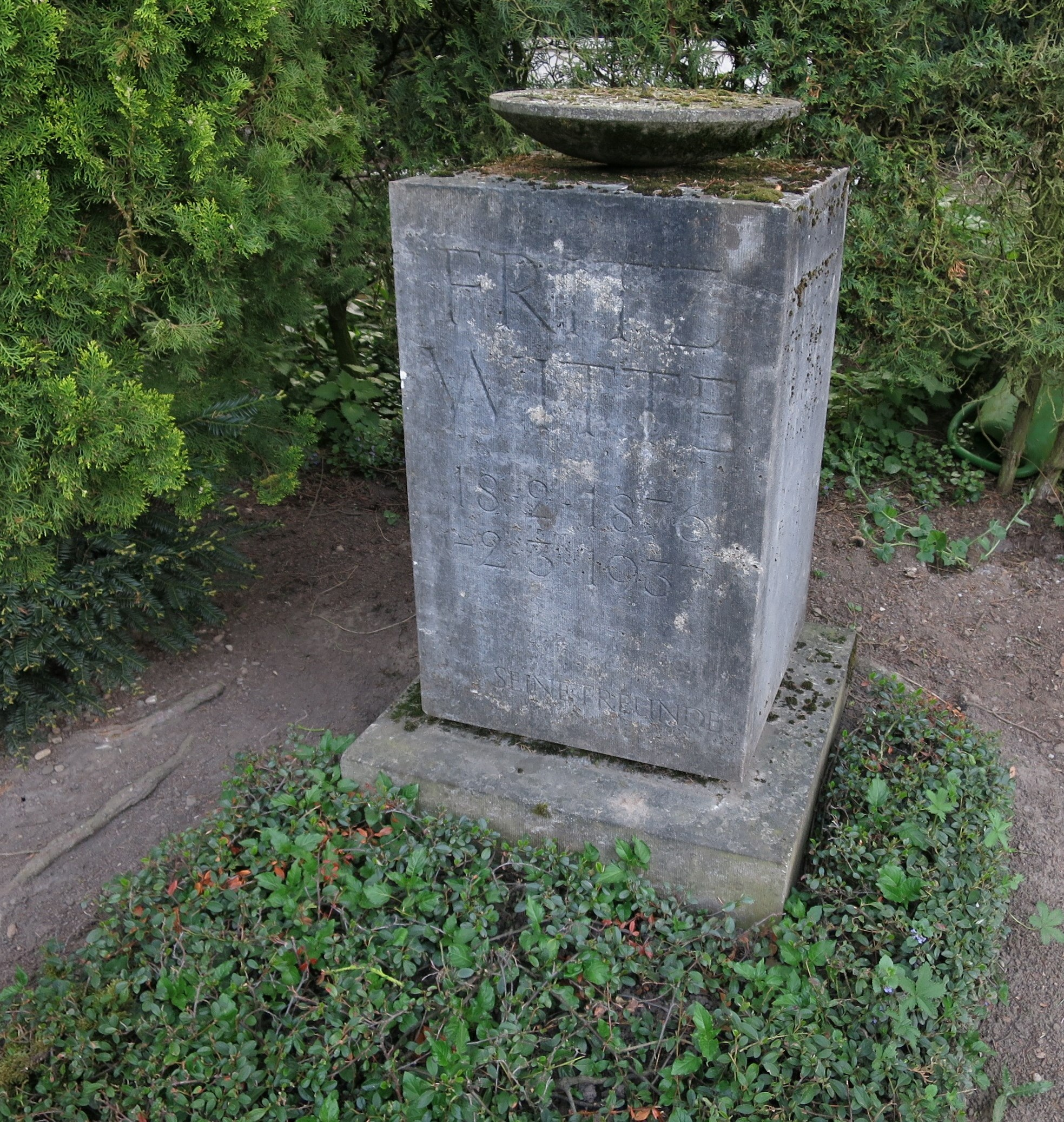
Grabstätte (Südfriedhof)

Im Jahr 1921 erwarb Witte für das Schnütgen-Museum den Kruzifixus aus St. Georg in Köln. Fritz Witte wurde im Folgejahr Honorarprofessor der Philosophischen Fakultät der Universität zu Köln. 1926 erwarb Witte den Altenberger Ornat und stiftete anonym seine eigene Kunstsammlung an das Schnütgen-Museum. Nach der Lösung der Sammlung Schnütgen vom Kunstgewerbemuseum zog Witte 1931–1932 mit der Sammlung ins Heribertkloster nach Deutz.
Nach seinem Tode wurde Adolf Feulner als Generaldirektor der Kunstgewerblichen Sammlungen Wittes Nachfolger. Hermann Schnitzler wurde erster Kustos und im gleichen Jahr kommissarischer Leiter bis zu seiner Ernennung als Direktor 1953.
Wittes Grab befindet sich auf dem Kölner Südfriedhof (Flur 42 Nr. 129). Sein wissenschaftlicher Nachlass liegt teils im Historischen Archiv der Stadt Köln. Eine Zusammenführung und Sichtung erhaltener Dokumente etc. ist nach 1937 nicht systematisch erfolgt. Eher private Hinterlassenschaften sind im Besitz des Schnütgen-Museums. Die hinterlassene, nach 1926 erworbene Kunstsammlung ging zum Todeszeitpunkt im Besitz des Schnütgen-Museums auf, wie auch die Reste seiner Bibliothek.

## Schriften (Auswahl)
- Sammlung Schnütgen Cöln. Fürer mit Bildern. 2., ergänzte Auflage. Schwann, Düsseldorf 1911.
- (Hrsg.): Die Skulpturen der Sammlung Schnütgen in Cöln. Verlag für Kunstwissenschaft, Berlin 1912.
- (Hrsg.): Die liturgischen Geräte und andere Werke der Metallkunst in der Sammlung Schnütgen in Cöln. Zugleich mit einer Geschichte des liturgischen Gerätes. Verlag für Kunstwissenschaft, Berlin 1913.
- Die Madonna mit der Erbsenblüte. Ihre Echtheit und Herkunft. In: Zeitschrift für christliche Kunst 34 (1921), S. 74–92.
- Der Domschatz zu Osnabrück. Verlag für Kunstwissenschaft, Berlin 1925.
- (Hrsg.): Die liturgischen Gewänder und kirchlichen Stickereien des Schnütgenmuseums Köln. Verlag für Kunstwissenschaft, Berlin 1926.
- Die Schatzkammer des Domes zu Köln. Ein Führer auf wissenschaftlicher Grundlage (= Deutsche Kunstführer an Rhein und Mosel. Band 2). Filser, Augsburg u. a. 1927.